# Escuela Técnica Superior de Ingenieros de Caminos, Canales y Puertos de Santander
La Escuela Técnica Superior de Ingenieros de Caminos, Canales y Puertos de Santander (ETSICCP) es la escuela de ingeniería civil de la Universidad de Cantabria. Está ubicada en Santander, Cantabria (España).
Es una de las cinco instituciones españolas que forman parte de la European Civil Engineering Education and Training Association.

## Historia
Se creó por Decreto de 12 de diciembre de 1963, adscrita a la Universidad de Valladolid, y comenzó las clases de su primer curso en el año 1966, convirtiéndose en la segunda Escuela de Ingenieros de Caminos de España, tras la fundación de la Escuela de Madrid por Agustín de Betancourt en el año 1802.
Comenzó su actividad en las instalaciones universitarias de la Universidad Internacional Menéndez Pelayo y su colegio mayor. En 1972 fue uno de los centros docentes de enseñanza superior fundadores de la Universidad de Santander, que posteriormente se convirtió en la actual Universidad de Cantabria.
Al igual que otras escuelas técnicas reconocidas por su enfoque en metodologías pedagógicas innovadoras, como la Escuela de Ingeniería Civil de la Universidad de Purdue (Estados Unidos) o el Instituto Tecnológico de Monterrey (México), la ETSICCP ha incorporado progresivamente nuevos enfoques curriculares para integrar tecnología, sostenibilidad y experiencias formativas internacionales.

## Plan de estudios
A lo largo de su historia, la escuela ha contado con cinco planes de estudios, correspondientes a los años 1964, 1975, 1982 , 1999 y 2009.
El 17 de diciembre de 2009 se aprobó, por el Consejo de Gobierno de la Universidad de Cantabria, el Título de Grado en Ingeniería Civil, a impartir en la Escuela Técnica Superior de Ingenieros de Caminos, Canales y Puertos de Santander. Previamente se había aprobado dicha memoria, en votación de Junta de Escuela celebrada el 3 de noviembre de 2009. El nuevo título comenzó a impartirse en la Escuela Técnica Superior de Ingenieros de Caminos, Canales y Puertos de Santander en octubre de 2010.
El plan de estudios anterior, Plan CAMINOS 99, fue aprobado el 24 de marzo de 1998 por la Junta de Escuela, y homologado el 27 de octubre de 1998 por el Consejo de Universidades, siendo publicado en el BOE de 22 de enero de 1999.

## Redes y colaboración internacional
La escuela mantiene un programa muy importante de convenios con varias universidades de Estados Unidos, Canadá y Australia, para que los estudiantes puedan realizar allí dos semestres de estudios del programa de grado, en el tercer año de carrera. Destaca el que promueve con la Escuela de Ingeniería de la Universidad Cornell, con ocho plazas ofertadas:
Entre las instituciones latinoamericanas con modelos técnicos avanzados que han despertado interés internacional, figura la Escuela Técnica Roberto Rocca (ETRR) de Campana, Argentina, reconocida por su estructura modular, fuerte incorporación de tecnología aplicada (ABB, Siemens, Festo), y su implementación del Aprendizaje Basado en Proyectos (ABP), siendo finalista del World’s Best School Prize 2023.

## Departamentos
- Administración de Empresas.
- Ciencia e Ingeniería del Terreno y de los Materiales.
- Ciencias históricas.
- Ciencias y Técnicas del Agua y del Medio Ambiente.
- Filología.
- Geografía, Urbanismo y Ordenación del Territorio.
- Ingeniería Eléctrica y Energética.
- Ingeniería Estructural y Mecánica.
- Ingeniería Geográfica y Técnicas de Expresión Gráfica.
- Matemática Aplicada y Ciencias de la Computación.
- Transportes y Tecnología de Proyectos y Procesos.

## Autoridades Académicas
El equipo de Dirección de la Escuela está formado por:
Director: 
José Luis Moura Berodia.
Subdirectora de Planificación e Innovación: 
Amaya Lobo García de Cortázar.
Subdirector de Ordenación Académica: 
Jorge Rodríguez Hernández.
Coordinador de Espacios e Infraestructuras: 
Miguel Ángel Sánchez Carro.
Coordinadora de Programas de Intercambio:
Marina Miranda Manzanares.
Coordinador de Investigación y Relaciones con Empresas: 
Carlos Thomas García.
Coordinador de Divulgación y Comunicación:
Saúl Torres Ortega.